# Sighetu Silvaniei, Sălaj
Sighetu Silvaniei (în maghiară Szilágysziget, în trad. "Insula Sălajului") este un sat în comuna Chieșd din județul Sălaj, Transilvania, România.

## Istoric
Atestare: 1466 Zygeth, Zӱgeth, 1475 Zygethy, 1547 Ziget, 1604 Zyget, 1607 Zigett, 1641 Szigeth (Petri IV:499), 1733 Szidette (c.K.), 1746 Sziget (Petri IV: 499), 1760 - 1762 Szilágy Szigeth (c.B.), 1850 Szigyet (st.Tr.), 1854 Szigeth, Siget (Bul. 84), 1900 Szilágyszget, 1930 Sighetu-Silvaniei, 1966 Sighetu-Silvaniei.
Numele așezării ne conduce la apelativul maghiar sziget "insulă, ostrov". Credem că este vorba mai repede de o metaforă, deoarece, atât în zona Sighetului Silvaniei, cât și în cea a Sighetului Marmației, nu există o insulă sau ostrov. În această situație ar putea fi vorba de o poiană în mijlocul pădurilor seculare care au existat pe vremuri și care, metaforic, a fost numită sziget de către ungurii care au cucerit aceste locuri (vezi și Iordan 1963:38; Graur 1972:51-52).

## Lăcașuri de cult
În localitate se găsește o biserică de lemn, cu hramul "Sfinții Arhangheli", construită în 1632. De plan dreptunghiular, cu absida pătrată decroșată , are un turn-clopotniță cu foișor pe pronaos. În sec.XVIII i s-a adăugat pe latura sudică pridvorul. Monumentul este bogat ornamentat cu decor sculptat.